# Templo de Jano (Foro Holitorio)
El Templo de Jano en el Foro Holitorio es el segundo templo conocido dedicado a Jano. El primero era el templo de Jano del Foro Romano. El templo fue construido por el cónsul Cayo Duilio en el siglo III a. C., durante la primera guerra púnica, después de la victoria romana en la batalla de Milas.
Es probables que sus ruinas sean las del templo que esta más al sur de entre los tres templos contiguos en la zona del Forum Holitorium. En la zona se levanta la iglesia de San Nicola in Carcere. Más precisamente, sus ruinas están a la derecha de la fachada de la iglesia. 
Los restos del templo son siete columnas de toba -un material típico de la época original de la construcción y de la tradición romana- incorporadas con su arquitrabe en el lado derecho de la iglesia y dos columnas que se elevan en el sótano cerca del Teatro de Marcelo.

## Historia
El templo fue construido por el cónsul Cayo Duilio en el siglo III a. C., en el momento de la primera guerra púnica, después de la victoria romana en la batalla de Milas.
Augusto inició la restauración del templo, proyecto terminado por Tiberio en el 17 d. C. Según Plinio el Viejo, Augusto consiguió una estatua de Jano, obra de Escopas o Praxíteles, para ser dedicada en este templo.

## Descripción

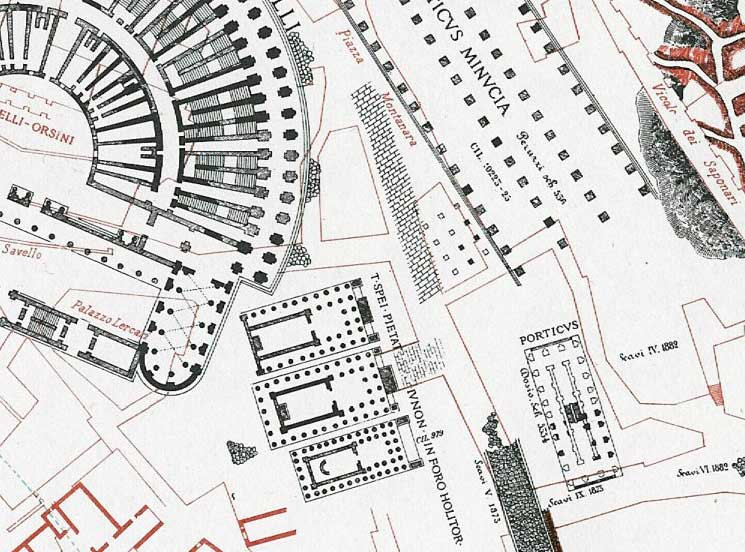
Plano del Foro Holitorio, con el contorno del Teatro de Marcelo arriba a la izquierda, dibujado por Rodolfo Lanciani entre 1893 y 1901 a partir de la Forma Urbis Romae. El Templo de Jano es el más septentrional.

El templo tenía un pronaos hexástilo jónico y presentaba otra fila de seis columnas detrás de la fachada y una de nueve en el lado largo; sin embargo, estaba desprovisto de posticum, es decir, la columnata trasera, ya que la peristasis de las columnas no cubría ese lado. El templo estaba totalmente revestido de peperino (una toba volcánica), como el utilizado para el Templo de Adriano, y descansaba sobre un basamento de hormigón revestido de travertino. Las columnas y los capiteles también estaban hechos de mármol, a diferencia del cercano Templo de Portuno que tenía una cubierta de estuco. Tenía unos 26 metros (85,3 pies) de longitud y 15 metros (49,2 pies) de ancho.
Las fuentes la ubican "cerca del Teatro de Marcelo" (ad theatrum Marcelli o iuxta theatrum Marcelli) y "fuera de Porta Carmentalis" (extra portam Carmentalem) y que allí se celebraban fiestas en agosto y octubre.